# Ариза
Ариза (итал. Arisa) — сценический псевдоним Розальбы Пиппы (итал. Rosalba Pippa), итальянской певицы и актрисы.
Написала тексты некоторых своих песен, подписав их своим именем: «Сегодня» (итал. Oggi), «Совладение» (итал. Il condominio), «Радость — это только миг» (итал. La gioa è un attimo ) и др. Добилась успеха на фестивале в Сан-Ремо (2009) с песней «Искренность» (итал.  Sincerità ), которая выиграла приз в номинации «Новые голоса». Одновременно выпускает свой дебютный альбом с таким же названием.
В 2010 году возвращается на фестиваль Сан-Ремо, выступает в категории «Известные певцы» с песней «Маламорено» итал. Malamorenò, главной композицией одноименного альбома. Пробует себя в новом амплуа на телевидении, в программе «Виктор и Виктория» канала LA7.
На фестивале в Сан-Ремо (2012) занимает второе место с песней «Ночь» (итал. La notte). На данный момент её альбомы и синглы разошлись в количестве свыше 165 000 копий.